# Jekaterina Jewtichijewna Kostyljowa-Labunzowa
Jekaterina Jewtichijewna Kostyljowa-Labunzowa, geboren Kostyljowa, (russisch Екатерина Евтихиевна Костылёва-Лабунцова; * 31. Dezember 1894jul. / 12. Januar 1895greg. im Dorf Gololobowo, Gouvernement Orjol; † 6. Dezember 1974 in Moskau) war eine russische bzw. sowjetische Mineralogin und Petrographin.

## Leben
Mit dem Abschluss der 8. Klasse des Mädchengymnasiums in Jaroslawl 1911 mit Auszeichnung  studierte Kostyljowa, Tochter eines Pädagogen, in St. Petersburg in den Höheren Bestuschew-Kursen für Frauen in der Naturkunde-Abteilung der Physikalisch-Mathematischen Fakultät in der Gruppe für Mineralogie und Kristallographie mit Abschluss 1916. Sie blieb dann dort, um sich auf die Lehrtätigkeit vorzubereiten. An der Universität Petrograd erhielt sie 1917 als Externe nach bestandener Prüfung ein Diplom I. Klasse. Sie heiratete den Geologen und Mineralogen Alexander Nikolajewitsch Labunzow (1884–1963).
Nach der Oktoberrevolution begann Kostyljowa 1918 als Assistentin für Mineralogie und Kristallographie in den Bestuschew-Kursen zu arbeiten, die 1921 in die Universität eingefügt wurden. Sie war die erste Dozentin am Lehrstuhl für Kristallographie und befasste sich mit Kristallographie, Goniometrie und Kristalloptik.
Daneben arbeitete Kostyljowa für die Kommission zum Studium der natürlichen Produktivkräfte der Akademie der Wissenschaften der UdSSR (AN-SSSR) und im Institut für Geochemie der AN-SSSR. Hauptsächlich untersuchte sie Topas, Magnesit, Talk, Baryt, Glaukonit, Andalusit, Palygorskit, Eudialyt und Zirkonsilicate. Sie nahm 1920–1923 an der von Alexander Fersman geleiteten ersten sowjetischen Expedition in die Chibinen und die Lowosero-Tundren teil. Darauf beteiligte sie sich 1924 an der Expedition ins Sajangebirge zu Jean-Pierre Aliberts Graphit-Lagerstätte. Sie arbeitete in Transbaikalien, in der nördlichen Mongolei (1925), im Wischnjowy-Gebirge des mittleren Urals und im Ilmengebirge des südlichen Urals (1929). Ab 1930 war sie wieder in den Chibinen. Der Geochemie des Zirkoniums, des Hafniums und der Seltenen Erden widmete sie sich ab 1935.
Von 1932 bis 1943 war Kostyljowa Mitarbeiterin des Mineralogischen Museums der AN.SSSR.
Während des Deutschen Angriffskriegs gegen die Sowjetunion untersuchte Kostyljowa die Seltene-Erden-Lagerstätte in Nordkirgisien. Sie verteidigte 1945 ihre Doktor-Dissertation über Zirkonium in der Sowjetunion. Bis 1949 arbeitete sie in der Zentralasien-Expedition und untersuchte Seltene-Erden- und Uran-Lagerstätten.
In den Chibinen leitete Kostyljowa 1958 mineralogische Untersuchungen. Sie wurde 1967 zur Professorin ernannt.

## Ehrungen und Preise
- A.-I.-Antipow-Ehrengutachten der Russischen Mineralogischen Gesellschaft (1925)[3]
- Leninorden[3]
- Ehrenzeichen der Sowjetunion[3]
- Medaillen
- Fersman-Preis (1978 postum) für die zweibändige Mineralogie der Chibinen[3][5]

Nach Kostyljowa (englisch Ekaterina Evtikhievna Kostyleva-Labuntsova) wurde das Mineral Kostylevit benannt.